# Gonzalo Salgueiro
Gonzalo Salgueiro, vollständiger Name Gonzalo Danilo Salgueiro Folchi, (* 5. August 1986 in Montevideo) ist ein uruguayischer ehemaliger Fußballspieler.

## Karriere

### Verein
Der 1,90 Meter große Torhüter Salgueiro wird bereits in den Jahren ab 1999 als Spieler der Jugendmannschaft des Club Atlético Bella Vista geführt. 2003 belegte er mit der U-17 den zweiten Platz im Torneo Clausura. Im Jahr 2005 wurde er mit der U-20 Meister der Apertura. Er gehörte zu Beginn seiner Profikarriere von 2004 bis 2006 dem Kader Bella Vistas an. Anschließend spielte er 2006 erstmals für Juventud. Mit der U-20 des Klubs gewann er das Torneo di Viareggio und wurde als bester Torhüter des Turniers gekürt. 2007 schloss er sich dem Club Atlético Peñarol an, für den er auch im Folgejahr aktiv war. Insgesamt werden bei den "Aurinegros" zwölf Erstligaeinsätze für ihn geführt. 2008 kehrte er zu Juventud zurück und kam in der Erstligaspielzeit 2008/09 elfmal zum Einsatz. 2009 wechselte er nach Griechenland zum FC Kalamata. 2010 setzte er eine Karriere bei Astra Ploiesti in Rumänien fort. Anfang August 2010 schloss er sich nach Rückkehr in seine Geburtsstadt dem dort beheimateten Verein Boston River an. 21 Zweitligaeinsätze in der Spielzeit 2010/11 stehen für ihn dort zu Buche. Im August 2011 später trat er ein Engagement beim Club Sportivo Cerrito an, für den er in der Apertura 2011 14 Partien in der Primera División absolvierte. Mitte Januar 2012 wechselte er zum Zweitligisten Deportivo Maldonado. Dort bestritt er zwölf Zweitligaspiele. Im Juli 2012 führte sein Karriereweg sodann erneut ins Ausland. Fortan spielte er für Juventud Unida Universitario in Argentinien. In der Saison 2012/13 sind dort 25 Einsätze im Torneo Argentino A und einer in der Copa Argentina verzeichnet. 2015 kamen 18 weitere Ligaspiele hinzu. Anfang Januar 2016 wechselte er zum Club Guaraní Antonio Franco. Bei diesem Arbeitgeber stehen fünf Ligaeinsätze für ihn zu Buche. Mitte Juli 2016 schloss er sich dem uruguayischen Erstligaabsteiger El Tanque Sisley an. Nach einer Saison ging er zum Abschluss seiner Karriere zurück zu Juventud Unida.

### Nationalmannschaft
Salgueiro war Mitglied der U-17-Nationalmannschaft Uruguays. 2002 gewann er mit der U-17 die Copa Joao Havelange (3. Mundialito Juvenil Sub 17). 2004 gehörte er einer Vorauswahl der uruguayischen U-20-Nationalmannschaft an.